# Негардув-Кольонія
Негардув-Кольонія (пол. Niegardów-Kolonia) — село в Польщі, у гміні Конюша Прошовицького повіту Малопольського воєводства.
Населення — 214 осіб (2011).
У 1975-1998 роках село належало до Краківського воєводства.

## Демографія
Демографічна структура станом на 31 березня 2011 року:
|          | Загалом | Допрацездатний вік | Працездатний вік | Постпрацездатний вік |
| -------- | ------- | ------------------ | ---------------- | -------------------- |
| Чоловіки | 103     | 23                 | 71               | 9                    |
| Жінки    | 111     | 23                 | 63               | 25                   |
| Разом    | 214     | 46                 | 134              | 34                   |